# 梅镇安
梅镇安（1919年—2014年），女，浙江杭州人，中国植物生理学家，曾任中国生物物理学会理事，北京市政协委员。

## 家庭
丈夫董铁宝为力学家、计算数学家。